# 꾸에띠아우

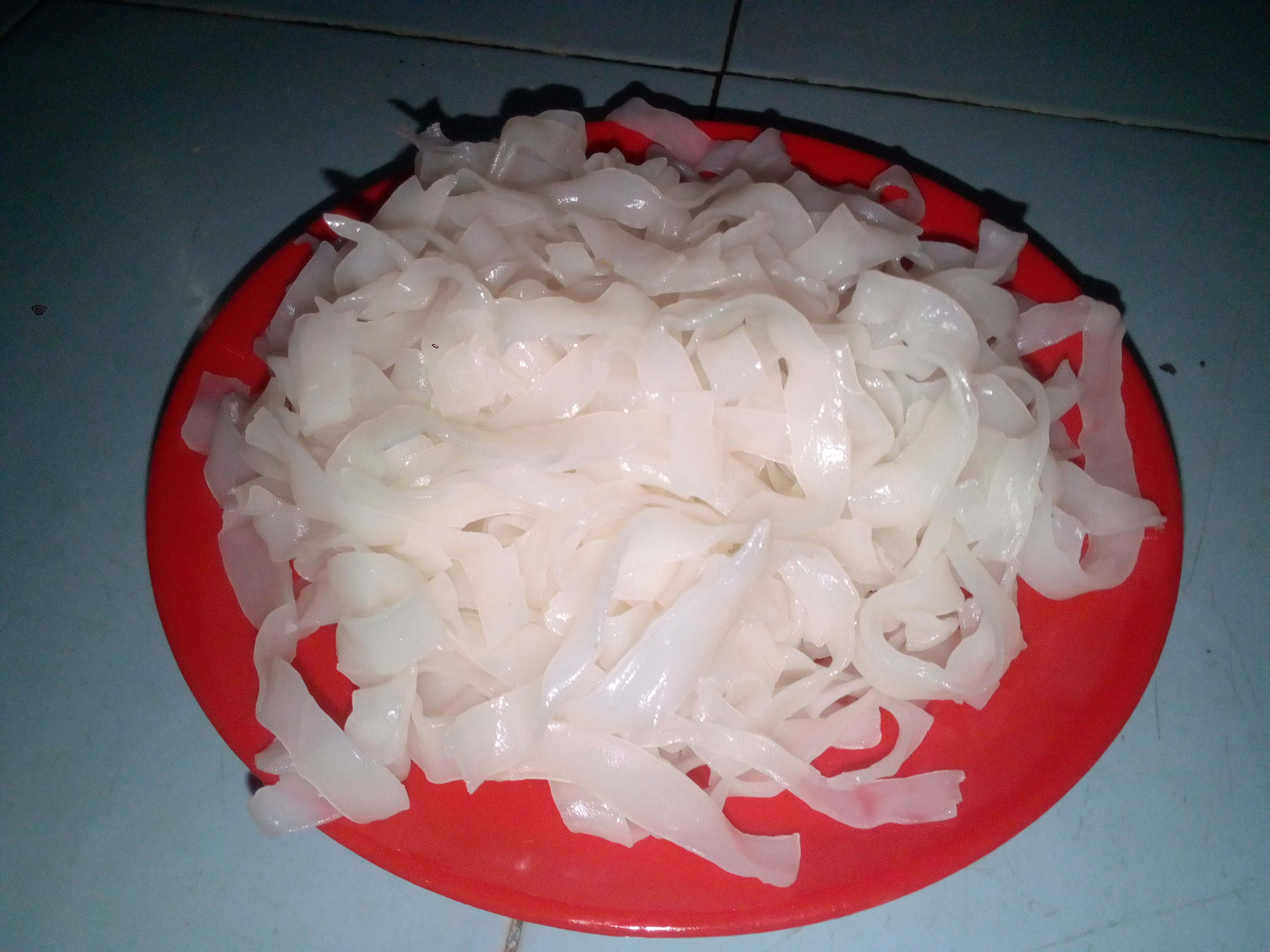
꾸에띠아우

꾸에띠아우(민난어: kóe-tiâu, 중국어 간체자: 粿条, 정체자: 粿條, 병음: guǒtiáo 궈탸오[*], 광둥어: 貴刁, 월병: gwai3 diu1 과이디우[*])는 중국 푸젠·차오저우 및 타이완에 사는 민난족·차오산족 전통 쌀국수이다. 민난·차오산족 디아스포라를 따라 동남아시아 여러 지방에 널리 퍼져있으며, 꾸에띠아우 국수나 꾸에띠아우로 만든 국수 요리가 꾸아이띠아오(ก๋วยเตี๋ยว, 태국), 꾸이띠어우(គុយទាវ, 캄보디아), 퀘이탸우(kway teow, 말레이시아), 퀘티아우(kwetiau, 인도네시아), 후띠에우(hủ tiếu, 베트남) 등 여러 가지 이름으로 불린다.

## 사진

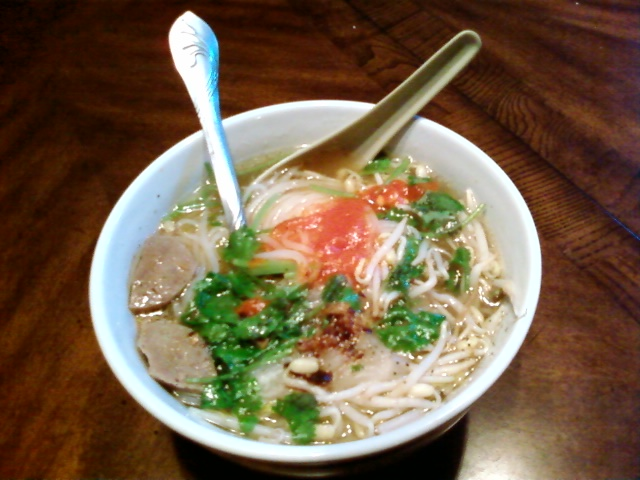
꾸이띠어우(캄보디아)
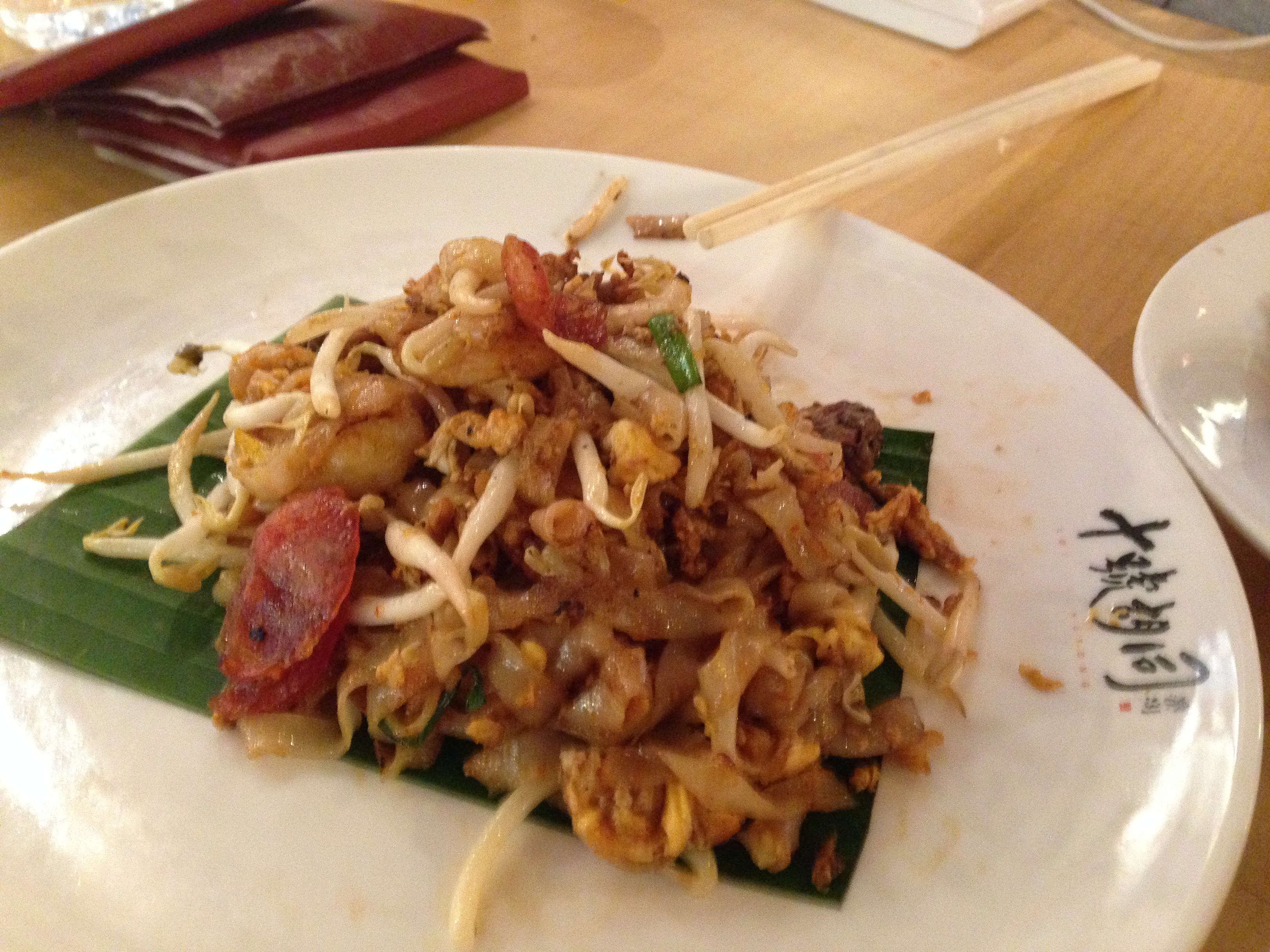
차 퀘티아우(말레이시아)
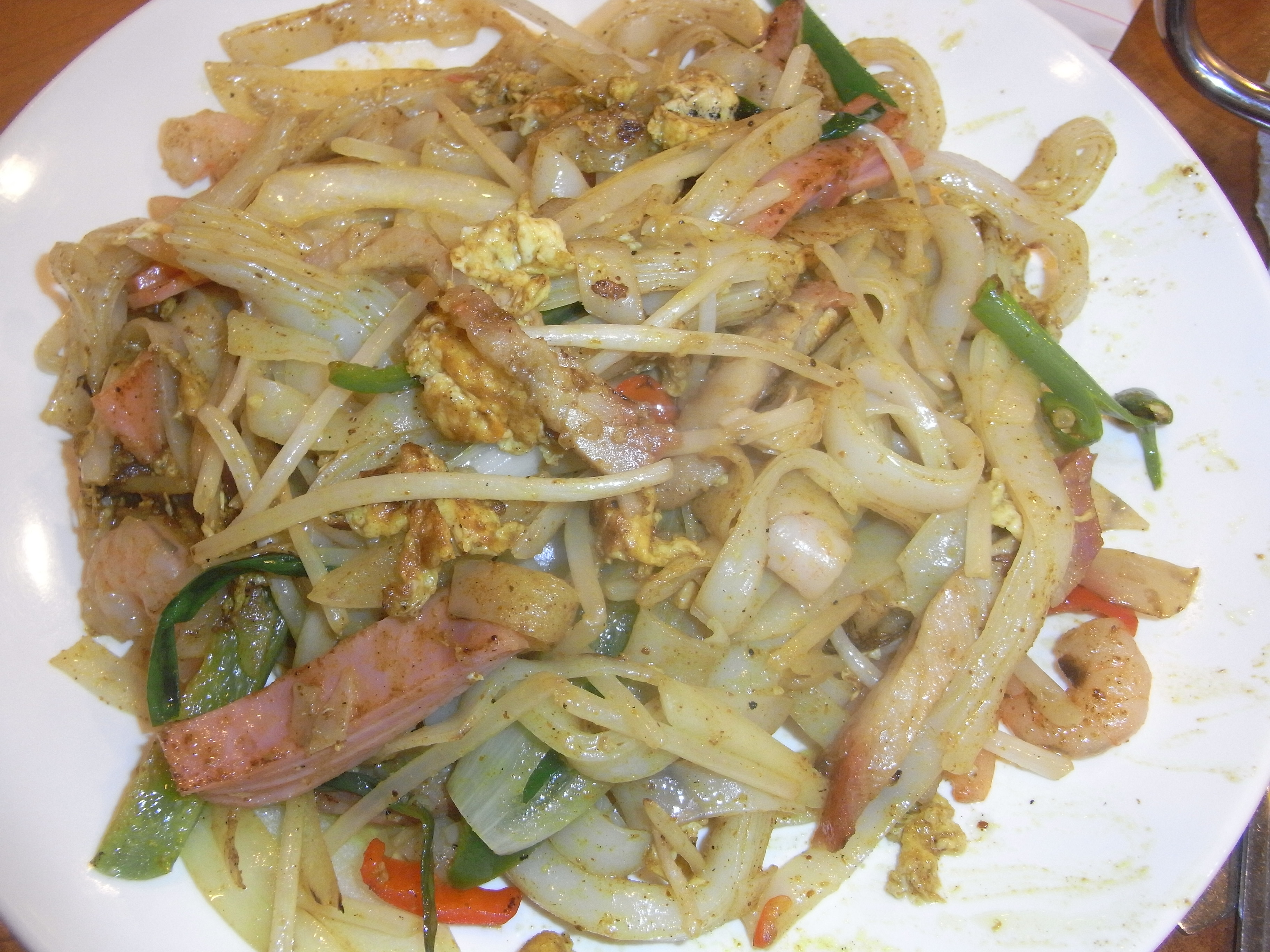
차우과이디우(홍콩)
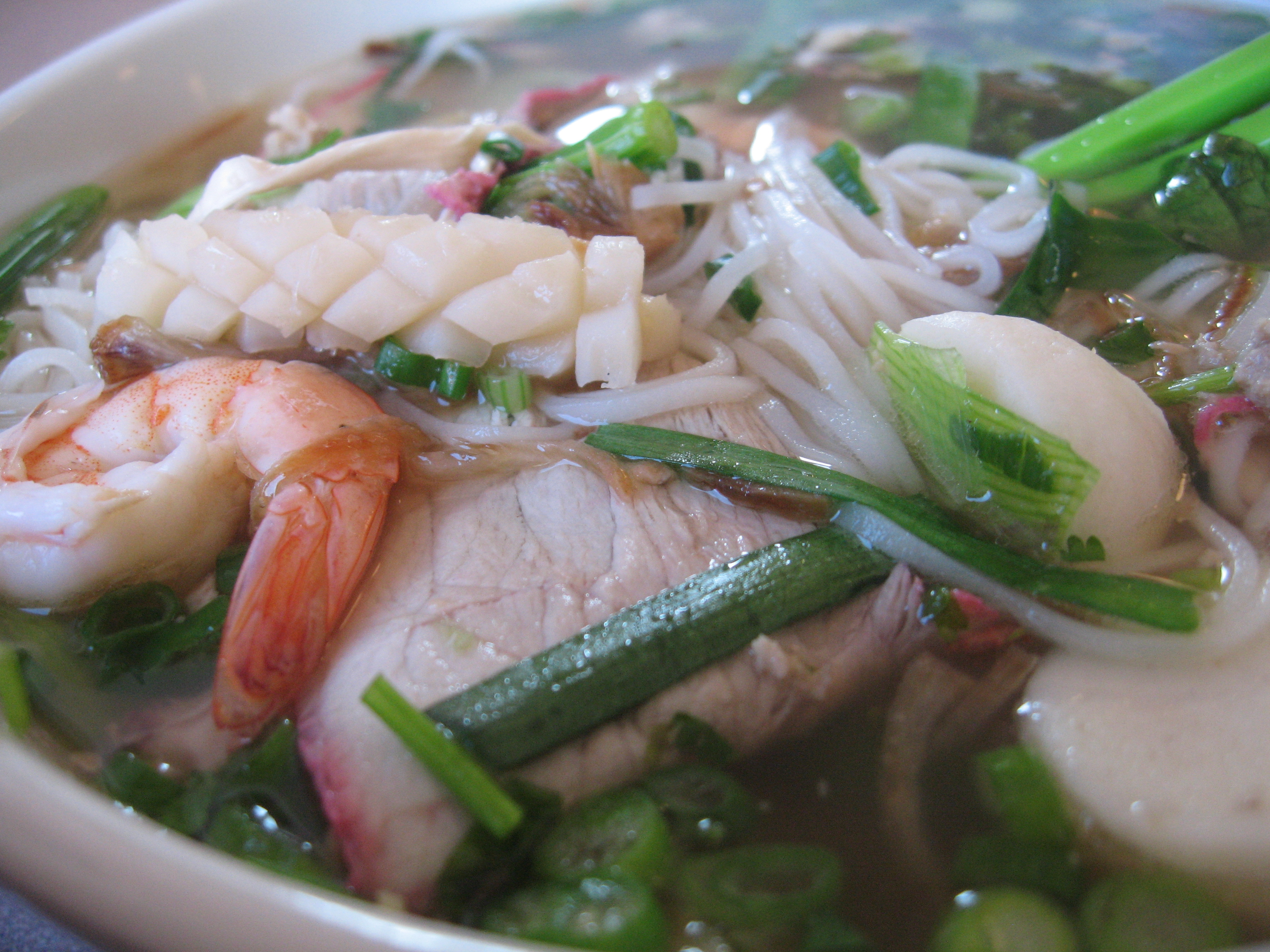
후띠에우(베트남)

## 같이 보기
- 호판